# 候生半羽花介
候生半羽花介（学名：Hemicytherura houhsengi）为尾花介科半羽花介屬下的一个种。